# Bir el-Ater
Bir el-Ater (în arabă بئر العاتر) este o comună din provincia Tébessa, Algeria.
Populația comunei este de 77.727 locuitori (2008).